# دانيلي سكياودوني
دانيلي سكياودوني (بالإيطالية: Daniele Sciaudone)‏ (10 أغسطس 1988 ببيرغامو في إيطاليا - ) هو لاعب كرة قدم إيطالي في مركز الوسط. لعب مع نادي باري ونادي ساليرنيتانا ونادي سبيزيا ونادي كاتانيا وASD Città di Foligno 1928 ‏ وTritium Calcio 1908 ‏ ونادي تارانتو 1927.

## روابط خارجية
- دانيلي سكياودوني على موقع قاعدة بيانات كرة القدم.إي يو (الإنجليزية)
- دانيلي سكياودوني على موقع Soccerway.com (الإنجليزية)
- دانيلي سكياودوني على موقع عالم كرة القدم.نت (الإنجليزية)